# Internato Futebol Clube
Internato Futebol Clube foi um clube de futebol da cidade de Florianópolis, no estado de Santa Catarina. 
Participou de 4 edições do Campeonato Catarinense de Futebol: 1924, 1925, 1926 e 1927, sendo vice-campeão do em 1926.